# Hedwig Kurt
Hedwig Kurt, geb. Hedwig Helene Söll (* 15. November 1877 in Dresden; † 22. März 1951 in Flensburg) war eine deutsche Politikerin (SPD).
Hedwig Kurt wurde 1877 als Hedwig Söll geboren. Ihr Vater Christoph Carl Wilhelm Söll war Maurer, die Mutter Amalie Therese, geb. Helmich, war eine Arbeiterin. 
Nach dem Besuch der Volksschule in Dresden verdiente sie ihren Lebensunterhalt als Hutarbeiterin (Strohhutnäherin). Den Nachnamen Kurt nahm sie nach ihrer Heirat mit dem Steinmetz Heinrich Richard Kurt am 25. Oktober 1898 in Löbtau an. Die Ehe wurde 1922 geschieden.
Von 1919 bis 1920 war Kurt Stadtverordnete in Dresden.
Im April 1919 zog Kurt im Nachrückverfahren für den ausgeschiedenen Abgeordneten Georg Gradnauer in die Weimarer Nationalversammlung ein, der sie bis zum Zusammentritt des ersten Reichstags der Weimarer Republik im Juni 1920 als Vertreterin des Wahlkreises 28 (Sachsen 1–9) angehörte.

## Schriften
- Um Heim und Familie. In: Frauenstimmen aus der Nationalversammlung. Beiträge der sozialdemokratischen Volksvertreterinnen zu den Zeitfragen. Berlin : Buchh. Vorwärts, 1920, S. 52ff.